# London Taxis International
London Taxis International, anciennement Manganese Bronze Holdings est une entreprise automobile, filiale de Geely. Contrairement à la plupart des taxis dans le monde, qui sont des véhicules de série adaptés, cette société est le seul constructeur exclusivement dédié à la production de taxis, notamment les célèbres "taxis noirs" de Londres. 
La compagnie produit 30 000 taxis par an. À partir de 2008, des TX4 sont assemblés à Shanghai pour le marché chinois dans le cadre d'un partenariat avec le constructeur chinois Geely Automobile.

## Histoire
L'origine de LTI remonte au carrossier Carbodies, qui produisait des coaches entre les deux guerres mondiales, et décida en 1940 de se diversifier dans la production de taxis, produisant, à partir de 1948, en association avec Austin, le FX3 (déjà produit à Coventry), qui vient réapprovisionner un marché des taxis britanniques mis en difficulté par la Seconde Guerre mondiale, les capacités industrielles ayant été mobilisées par l'effort de guerre. Assez rapidement, il devient le taxi le plus présent sur le marché. Des moteurs Diesel sont proposés à partir de 1952.
Le modèle FX4, commercialisé à partir de 1958 et construit, avec diverses modifications, pendant 39 ans, reste le plus emblématique des taxis londoniens. La principale raison qui permit aux taxis spécialisés de survivre face à la concurrence de véhicules de grande série tient dans les normes du Public Carriage Office (PCO) de la mairie de Londres. Cet organisme qui délivre les licences de taxis, exige des véhicules à homologuer comme taxis, qu'ils présentent un rayon de braquage particulièrement court : le véhicule doit pouvoir faire demi-tour entre deux murs espacés de 25 pieds (environ 7 m). Aucune autre automobile de grande série, pouvant servir de taxi, n'en a la possibilité.

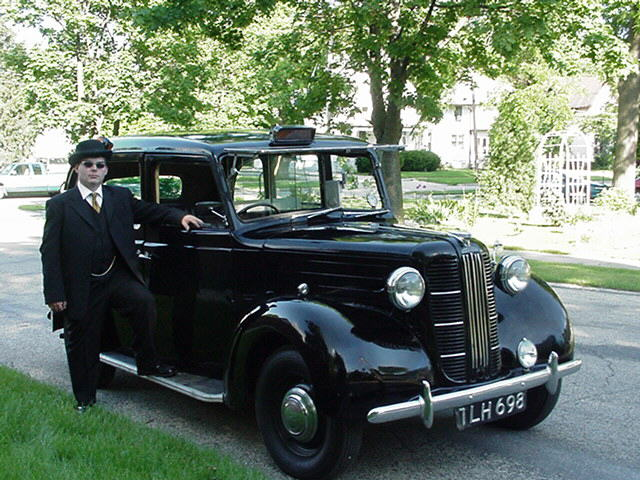
LTI FX3
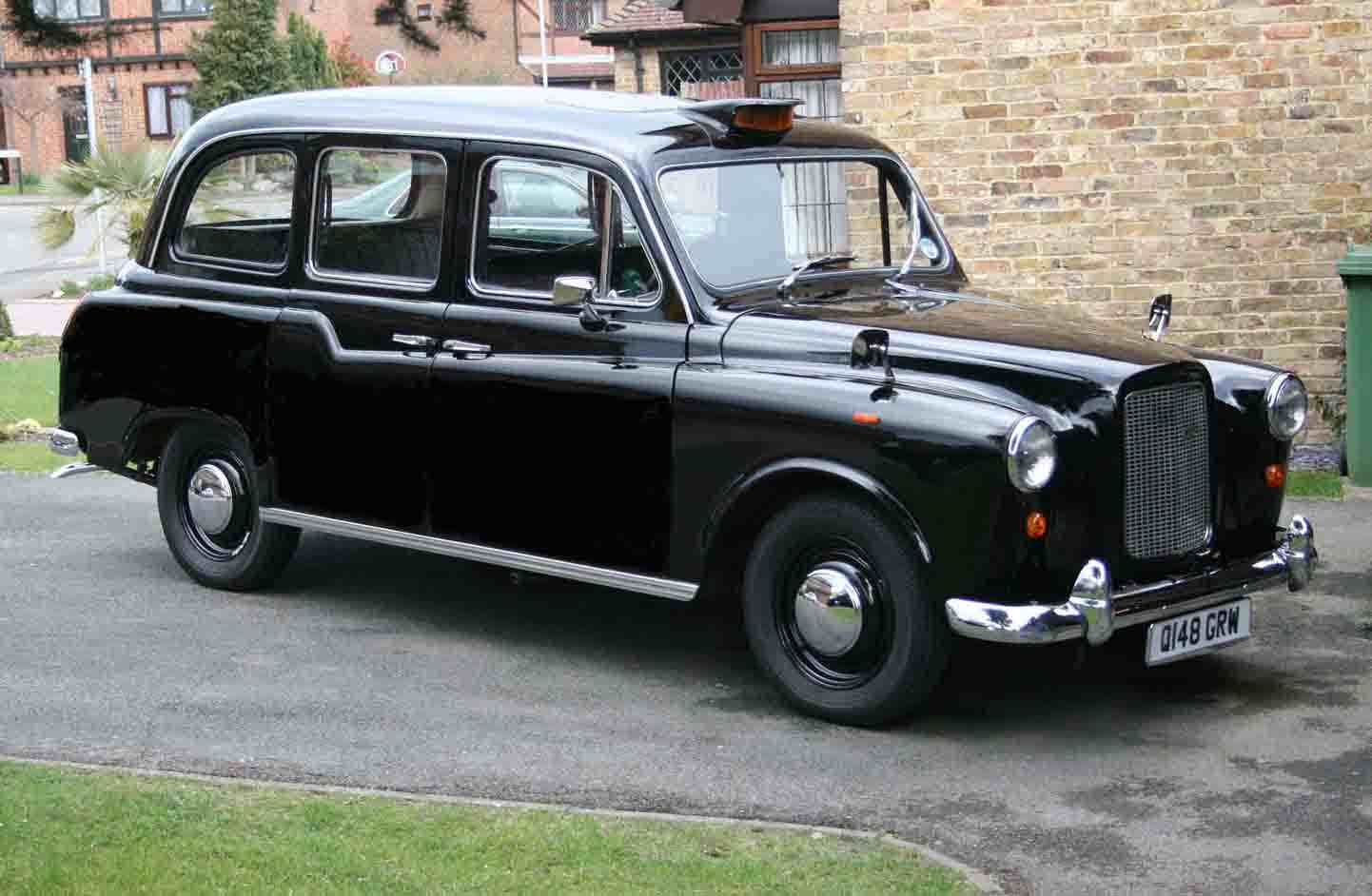
LTI FX4
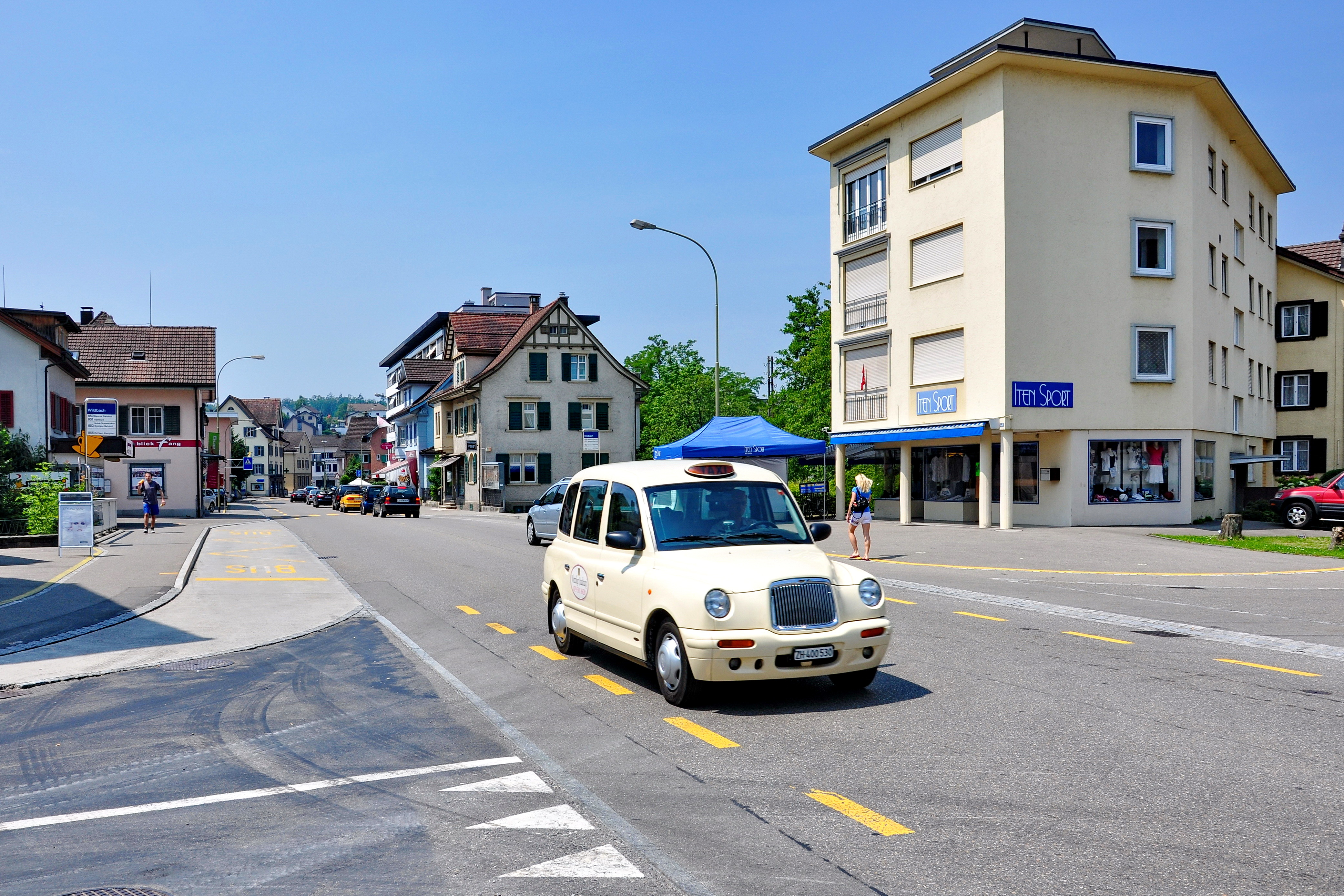
LTI TX1
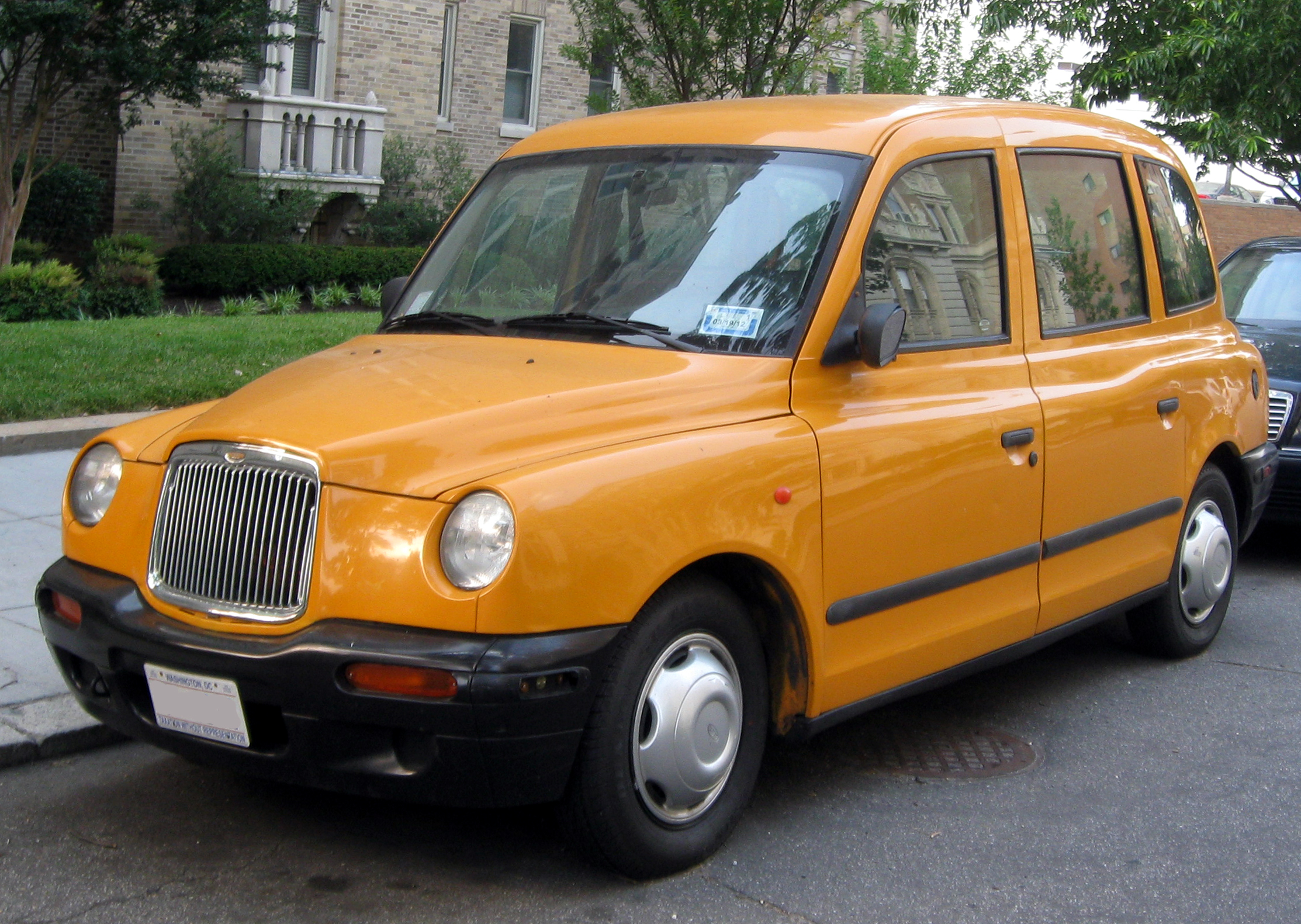
LTI TXII
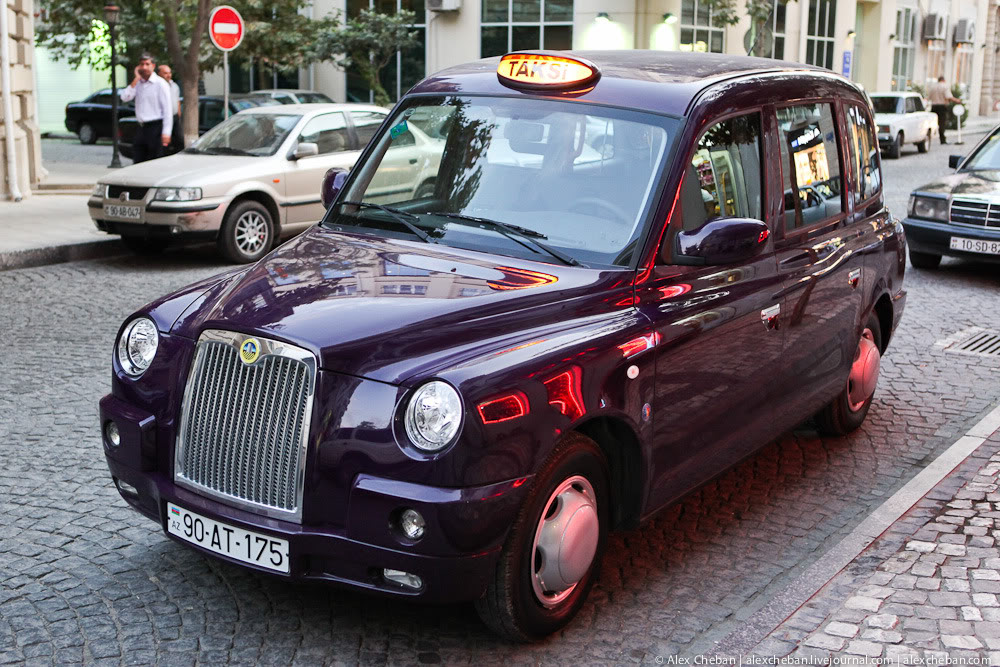
LTI TX4

En 1998, l'entreprise dont la dénomination était "Carbodies" change de nom pour London Taxis International.

## Le TX4
Le TX4 est la dernière génération des taxis londoniens, construit depuis 2006 en remplacement du TXII. Il reprend les caractéristiques les plus remarquables de ses prédécesseurs : 
- Le rayon de braquage extrêmement court, qui est précieux dans une circulation urbaine dense.
- La très grande durée de vie, due principalement à un moteur de grosse cylindrée, un 2,5 l Diesel italien VM Motori, réglé de façon conservatrice.
- La cabine du conducteur, isolée de celle des passagers, pour parer aux risques d'agression.
- La grande garde au toit.
- L'accessibilité, notamment avec une rampe permettant l'accès par un passager en fauteuil roulant.

De plus, ce véhicule est conforme aux normes antipollution Euro 4 - c'est d'ailleurs la principale motivation du développement de cette nouvelle génération. Cependant, du fait de sa masse importante (environ 1 800 kg), le taxi consomme beaucoup de gasoil (environ 10 litres aux 100 km en circulation urbaine).
À partir de 2011, le TX4 est distribué en France par la société London Taxis France avec la conduite à gauche.

## Rachat par Geely
La société est rachetée par Geely en février 2013.